# 亚斯马尼·阿科斯塔
亚斯马尼·阿科斯塔·费尔南德斯（西班牙語：Yasmani Acosta Fernández，1988年7月16日—），古巴、智利男子摔跤运动员，2017年世界摔跤锦标赛男子古典式130公斤级铜牌得主、2024年夏季奥林匹克运动会男子古典式130公斤级银牌得主。